# La Jeunesse illustrée (Magritte)
Pour les articles homonymes, voir La Jeunesse illustrée.
La Jeunesse illustrée est un tableau du peintre belge René Magritte réalisé en 1937. Cette huile sur toile surréaliste représente un chemin rural le long duquel s'aperçoit un ensemble hétéroclite d'éléments, les plus proches étant un tonneau, une statue, un lion ou encore un billard. Commande d'Edward James peinte à Londres, au Royaume-Uni, l'œuvre est conservée depuis 1977 au musée Boijmans Van Beuningen, à Rotterdam, aux Pays-Bas.